# 阿爾貝特斯隆市鎮
阿爾貝特斯隆市鎮（丹麥語：Albertslund Kommune）是丹麥的一個市镇，位於西蘭島東部，哥本哈根以西。屬首都大区。面積23.04平方公里，2009年人口27,706人。行政中心为阿爾貝特斯隆。

## 姐妹城市
- 德国博爾肯、格拉波
- 瑞典默恩達爾市
- 英国巴爾黑德
- 捷克日恰尼
- 英格兰惠特斯特伯爾